# Volta a Espanya de 2009
La 64a edició de la Volta a Espanya es va disputar entre el 29 d'agost i el 20 de setembre de 2009. La sortida es va fer a Assen, als Països Baixos, sent la segona vegada en la història que la cursa comença fora d'Espanya. L'espanyol Alejandro Valverde fou el vencedor de la classificació general, per davant de Samuel Sánchez i l'australià Cadel Evans. David Moncoutié guanyà la classificació de la muntanya i André Greipel, vencedor de quatre etapes, la classificació dels punts.
La cançó d'aquesta edició fou "Merezco" de Zahara.

## Equips participants
El Fuji-Servetto, un dels equips de l'UCI ProTour no fou convidat per l'organització en un primer moment, però una resolució del Tribunal d'Arbitratge de l'Esport va fer que pogués prendre'n part. El Team Katusha fou l'únic equip ProTour absent.
| - AG2R La Mondiale - Andalucía-Cajasur - Bbox Bouygues Telecom - Cervélo TestTeam - Caisse d'Epargne - Cofidis - Contentpolis-Ampo | - Euskaltel-Euskadi - La Française des Jeux - Fuji-Servetto - Garmin-Slipstream - Lampre-NGC - Liquigas - Quick Step - Rabobank | - Silence-Lotto - Team Astana - Team Columbia-HTC - Team Milram - Team Saxo Bank - Vacansoleil - Xacobeo Galicia |

## Etapes
| Etapa                               | Data           | Ciutats d'etapa                    | Km.       | Vencedor d'etapa  | Líder de la general |
| ----------------------------------- | -------------- | ---------------------------------- | --------- | ----------------- | ------------------- |
| 1a etapa                            | 29 d'agost     | Assen (NL) – Assen (NL)            | 4,5 (CRI) | Fabian Cancellara | Fabian Cancellara   |
| 2a etapa                            | 30 d'agost     | Assen (NL) – Emmen (NL)            | 202       | Gerald Ciolek     | Fabian Cancellara   |
| 3a etapa                            | 31 d'agost     | Zutphen (NL) – Venlo (NL)          | 184       | Greg Henderson    | Fabian Cancellara   |
| 4a etapa                            | 1 de setembre  | Venlo (NL) – Lieja (BEL)           | 223       | André Greipel     | Fabian Cancellara   |
| Jornada de descans (2 de setembre)  |                |                                    |           |                   |                     |
| 5a etapa                            | 3 de setembre  | Tarragona – Vinaròs                | 174       | André Greipel     | André Greipel       |
| 6a etapa                            | 4 de setembre  | Xàtiva – Xàtiva                    | 185,7     | Borut Božič       | André Greipel       |
| 7a etapa                            | 5 de setembre  | València – València                | 30 (CRI)  | Fabian Cancellara | Fabian Cancellara   |
| 8a etapa                            | 6 de setembre  | Alzira – Alt d'Aitana              | 206       | Damiano Cunego    | Cadel Evans         |
| 9a etapa                            | 7 de setembre  | Alcoi – Xorret de Catí             | 186       | Gustavo César     | Alejandro Valverde  |
| 10a etapa                           | 8 de setembre  | Alacant – Múrcia                   | 162       | Simon Gerrans     | Alejandro Valverde  |
| 11a etapa                           | 9 de setembre  | Múrcia – Caravaca de la Cruz       | 200       | Tyler Farrar      | Alejandro Valverde  |
| Jornada de descans (10 de setembre) |                |                                    |           |                   |                     |
| 12a etapa                           | 11 de setembre | Almeria – Alt de Velefique         | 174,5     | Ryder Hesjedal    | Alejandro Valverde  |
| 13a etapa                           | 12 de setembre | Berja – Sierra Nevada              | 175       | David Moncoutié   | Alejandro Valverde  |
| 14a etapa                           | 13 de setembre | Granada – Sierra de la Pandera     | 157       | Damiano Cunego    | Alejandro Valverde  |
| 15a etapa                           | 14 de setembre | Jaén – Còrdova                     | 168       | Lars Boom         | Alejandro Valverde  |
| 16a etapa                           | 15 de setembre | Còrdova – Puertollano              | 170,3     | André Greipel     | Alejandro Valverde  |
| 17a etapa                           | 16 de setembre | Ciudad Real – Talavera de la Reina | 175       | Anthony Roux      | Alejandro Valverde  |
| 18a etapa                           | 17 de setembre | Talavera de la Reina – Àvila       | 187       | Philip Deignan    | Alejandro Valverde  |
| 19a etapa                           | 18 de setembre | Àvila – Segòvia                    | 188       | Juan José Cobo    | Alejandro Valverde  |
| 20a etapa                           | 19 de setembre | Toledo – Toledo                    | 26 (CRI)  | David Millar      | Alejandro Valverde  |
| 21a etapa                           | 20 de setembre | Rivas-Vaciamadrid – Madrid         | 110       | André Greipel     | Alejandro Valverde  |

## Evolució de les classificacions
| Etapa (Vencedor)                   | Classificació general | Classificació de la muntanya | Classificació per punts | Classificació combinada | Classificació per equips |
| ---------------------------------- | --------------------- | ---------------------------- | ----------------------- | ----------------------- | ------------------------ |
| 1ª etapa (CRI) (Fabian Cancellara) | Fabian Cancellara     | no s'entregà                 | Fabian Cancellara       | Fabian Cancellara       | Liquigas                 |
| 2ª etapa (Gerald Ciolek)           | Fabian Cancellara     | Tom Leezer                   | Tom Boonen              | Fabian Cancellara       | Liquigas                 |
| 3ª etapa (Greg Henderson)          | Fabian Cancellara     | Tom Leezer                   | Tom Boonen              | Fabian Cancellara       | Liquigas                 |
| 4ª etapa (André Greipel)           | Fabian Cancellara     | Lars Boom                    | André Greipel           | Dominik Roels           | Liquigas                 |
| 5ª etapa (André Greipel)           | André Greipel         | Aitor Hernández              | André Greipel           | Serafín Martínez        | Liquigas                 |
| 6ª etapa (Borut Bozic)             | André Greipel         | José Antonio López Gil       | André Greipel           | Serafín Martínez        | Liquigas                 |
| 7ª etapa (CRI) (Fabian Cancellara) | Fabian Cancellara     | José Antonio López Gil       | André Greipel           | Dominik Roels           | Garmin-Slipstream        |
| 8ª etapa (Damiano Cunego)          | Cadel Evans           | David Moncoutié              | André Greipel           | Cadel Evans             | Caisse d'Epargne         |
| 9ª etapa (Gustavo César Veloso)    | Alejandro Valverde    | David Moncoutié              | André Greipel           | Cadel Evans             | Caisse d'Epargne         |
| 10ª etapa (Simon Gerrans)          | Alejandro Valverde    | David de la Fuente           | André Greipel           | Cadel Evans             | Caisse d'Epargne         |
| 11ª etapa (Tyler Farrar)           | Alejandro Valverde    | David Moncoutié              | André Greipel           | Cadel Evans             | Caisse d'Epargne         |
| 12ª etapa (Ryder Hesjedal)         | Alejandro Valverde    | David Moncoutié              | André Greipel           | Alejandro Valverde      | Caisse d'Epargne         |
| 13ª etapa (David Moncoutié)        | Alejandro Valverde    | David Moncoutié              | André Greipel           | Alejandro Valverde      | Caisse d'Epargne         |
| 14ª etapa (Damiano Cunego)         | Alejandro Valverde    | David Moncoutié              | Alejandro Valverde      | Alejandro Valverde      | Caisse d'Epargne         |
| 15ª etapa (Lars Boom)              | Alejandro Valverde    | David Moncoutié              | Alejandro Valverde      | Alejandro Valverde      | Xacobeo Galicia          |
| 16ª etapa (André Greipel)          | Alejandro Valverde    | David Moncoutié              | André Greipel           | Alejandro Valverde      | Xacobeo Galicia          |
| 17ª etapa (Anthony Roux)           | Alejandro Valverde    | David Moncoutié              | André Greipel           | Alejandro Valverde      | Xacobeo Galicia          |
| 18ª etapa (Philip Deignan)         | Alejandro Valverde    | David Moncoutié              | André Greipel           | Alejandro Valverde      | Xacobeo Galicia          |
| 19ª etapa (Juan José Cobo)         | Alejandro Valverde    | David Moncoutié              | André Greipel           | Alejandro Valverde      | Xacobeo Galicia          |
| 20ª etapa (CRI) (David Millar)     | Alejandro Valverde    | David Moncoutié              | André Greipel           | Alejandro Valverde      | Xacobeo Galicia          |
| 21ª etapa (André Greipel)          | Alejandro Valverde    | David Moncoutié              | André Greipel           | Alejandro Valverde      | Xacobeo Galicia          |
| Final                              | Alejandro Valverde    | David Moncoutié              | André Greipel           | Alejandro Valverde      | Xacobeo Galicia          |

## Classificacions finals

### Classificació general
|    | Ciclista           | Equip             | Temps       |
| -- | ------------------ | ----------------- | ----------- |
| 1  | Alejandro Valverde | Caisse d'Epargne  | 87h 22' 37" |
| 2  | Samuel Sánchez     | Euskaltel-Euskadi | + 55"       |
| 3  | Cadel Evans        | Silence-Lotto     | + 1' 32"    |
| 4  | Ivan Basso         | Liquigas          | + 2' 12"    |
| 5  | Ezequiel Mosquera  | Xacobeo Galicia   | + 4' 27"    |
| 6  | Robert Gesink      | Rabobank          | + 6' 40"    |
| 7  | Joaquim Rodríguez  | Caisse d'Epargne  | + 9' 08"    |
| 8  | Paolo Tiralongo    | Lampre NGC        | + 9' 11"    |
| 9  | Philip Deignan     | Cervelo Test Team | + 11' 08"   |
| 10 | Juan José Cobo     | Fuji-Servetto     | + 11' 27"   |

### Classificació per punts
|   | Ciclista           | Equip             | Punts |
| - | ------------------ | ----------------- | ----- |
| 1 | Andre Greipel      | Team Columbia     | 150   |
| 2 | Alejandro Valverde | Caisse d'Epargne  | 111   |
| 3 | Daniele Bennati    | Liquigas          | 101   |
| 4 | Cadel Evans        | Silence-Lotto     | 99    |
| 5 | Samuel Sánchez     | Euskaltel-Euskadi | 89    |

### Classificació de la muntanya
|   | Ciclista                | Equip             | Punts |
| - | ----------------------- | ----------------- | ----- |
| 1 | David Moncoutié         | Cofidis           | 186   |
| 2 | David de la Fuente      | Fuji-Servetto     | 99    |
| 3 | Julián Sánchez Pimienta | Contentpolis-AMPO | 73    |
| 4 | Alejandro Valverde      | Caisse d'Epargne  | 67    |
| 5 | Ezequiel Mosquera       | Xacobeo Galicia   | 61    |

### Clasificación de la combinada
|   | Ciclista           | Equip             | Punts |
| - | ------------------ | ----------------- | ----- |
| 1 | Alejandro Valverde | Caisse d'Epargne  | 7     |
| 2 | Samuel Sánchez     | Euskaltel-Euskadi | 17    |
| 3 | Ezequiel Mosquera  | Xacobeo Galicia   | 17    |
| 4 | Cadel Evans        | Silence-Lotto     | 19    |
| 5 | Robert Gesink      | Rabobank          | 22    |

### Classificació per equips
|   | Equip            | Temps        |
| - | ---------------- | ------------ |
| 1 | Xacobeo Galicia  | 261h 57' 19" |
| 2 | Caisse d'Epargne | + 23' 43"    |
| 3 | Team Astana      | + 31' 39"    |
| 4 | Cofidis          | + 39' 37"    |
| 5 | Fuji-Servetto    | + 52' 53"    |